# والریا وگاس
والریا وگاس (به انگلیسی: Valeria Vegas) با نام کامل والریا مارتینز ساراگوسا (به انگلیسی: Valeria Martínez Zaragoza) (زاده ۸ اوت ۱۹۸۵) روزنامه‌نگار، مقاله‌نویس، نویسنده و مستندساز اسپانیایی است.
او یک زن ترنس است.